# Championnats de France d'athlétisme 1925
Navigation
Championnats 1924 Championnats 1926

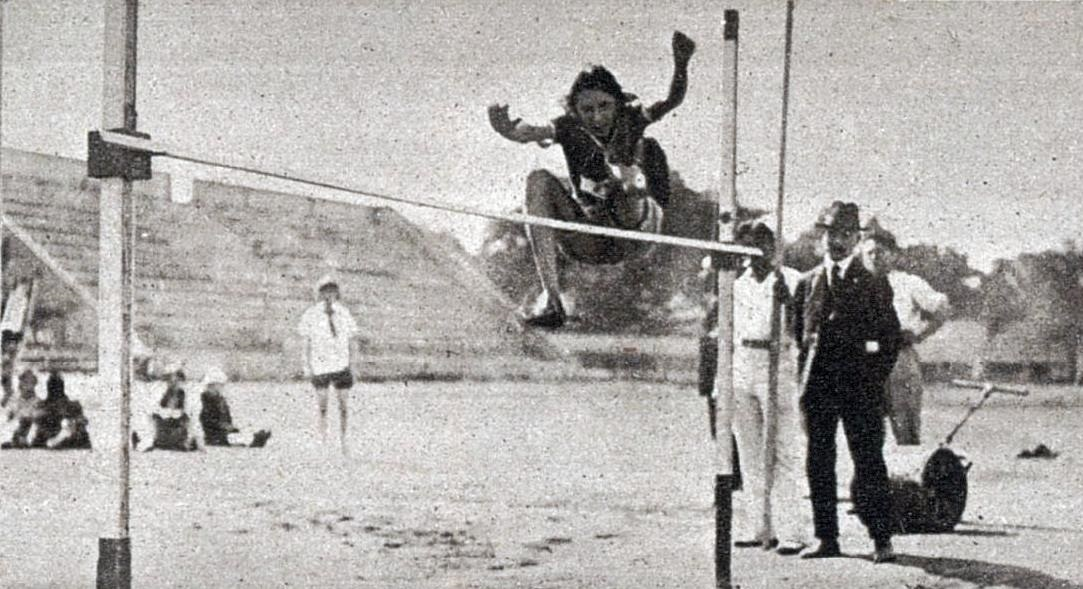
Marguerite Patouillet, championne de France du saut en hauteur 1925 (également du saut en longueur sans élan).

Les Championnats de France d'athlétisme 1925 ont eu lieu les 4 et 5 juillet 1925 au Stade olympique de Colombes. Les épreuves féminines se sont déroulées le 12 juillet au Stade du Métropolitan Club de Colombes.

## Palmarès

### Femmes
- 12 juillet 1925 à Colombes :

| Discipline                 | Athlète               | Performance  |
| -------------------------- | --------------------- | ------------ |
| 80 m                       | Marguerite Radideau   | 10 s 4       |
| 250 m                      | Marguerite Radideau   | 34 s 6       |
| 1 000 m                    | Georgette Lenoir      | 3 min 16 s 8 |
| 80 m haies                 | Édith Alauze          | 13 s 2       |
| Saut en hauteur sans élan  | Madeleine Dupuis      | 1,16 m       |
| Saut en hauteur            | Marguerite Patouillet | 1,45 m       |
| Saut en longueur sans élan | Marguerite Patouillet | 2,39 m       |
| Saut en longueur           | Georgette Gagneux     | 4,92 m       |
| Lancer du poids            | Violette Morris       | 19,22 m      |
| Lancer du disque           | Lucienne Velu         | 29,33 m      |
| Lancer du javelot          | Violette Morris       | 38,99 m      |
| 1 000 m marche             | Albertine Regel       | 5 min 22 s 8 |

### Hommes
- 4 et 5 juillet 1925 à Colombes :

| Discipline        | Athlète          | Performance   |
| ----------------- | ---------------- | ------------- |
| 100 m             | André Mourlon    | 11 s 2        |
| 200 m             | André Mourlon    | 22 s 0        |
| 400 m             | Raymond Jamois   | 50 min 4 s    |
| 800 m             | René Wiriath     | 1 min 56 s 8  |
| 1 500 m           | René Wiriath     | 3 min 59 s 6  |
| 5 000 m           | Joseph Guillemot | 15 min 8 s 6  |
| 10 000 m          | Robert Marchal   | 31 min 59 s 4 |
| 110 m haies       | Gabriel Sempé    | 15 s 8        |
| 400 m haies       | René Résal       | 57 s 0        |
| 3 000 m steeple   | Georges Leclerc  | 10 min 59 s 0 |
| Saut en hauteur   | Pierre Lewden    | 1,83 m        |
| Saut à la perche  | Maurice Vautier  | 3,60 m        |
| Saut en longueur  | Gabriel Sempé    | 6,81 m        |
| Lancer du poids   | Raoul Paoli      | 13,18 m       |
| Lancer du disque  | Daniel Pierre    | 38,73 m       |
| Lancer du marteau | Pierre Zaïdin    | 40,80 m       |
| Lancer du javelot | Emmanuel Degland | 53,10 m       |